# ランダー

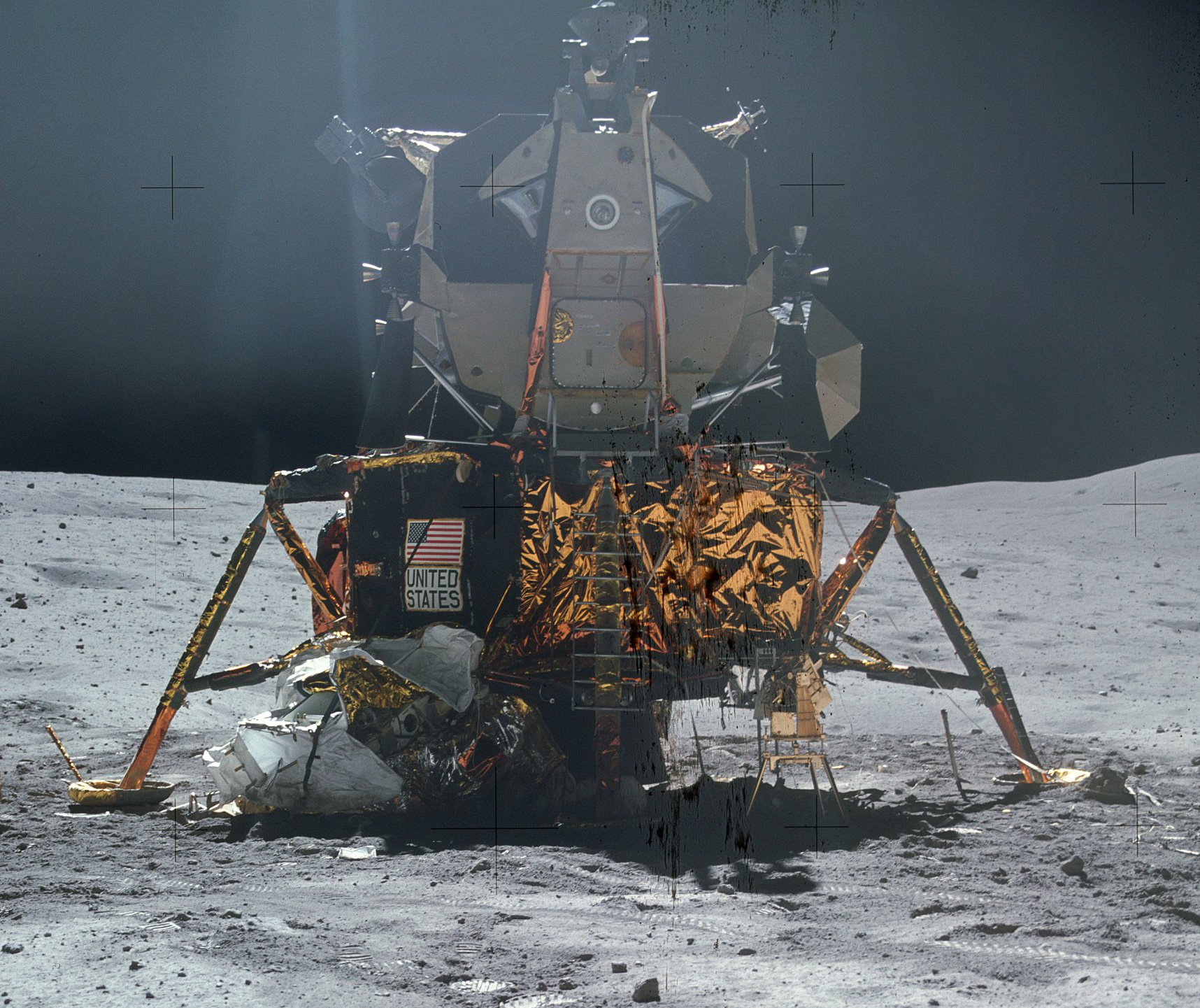
アポロ16号の月着陸船

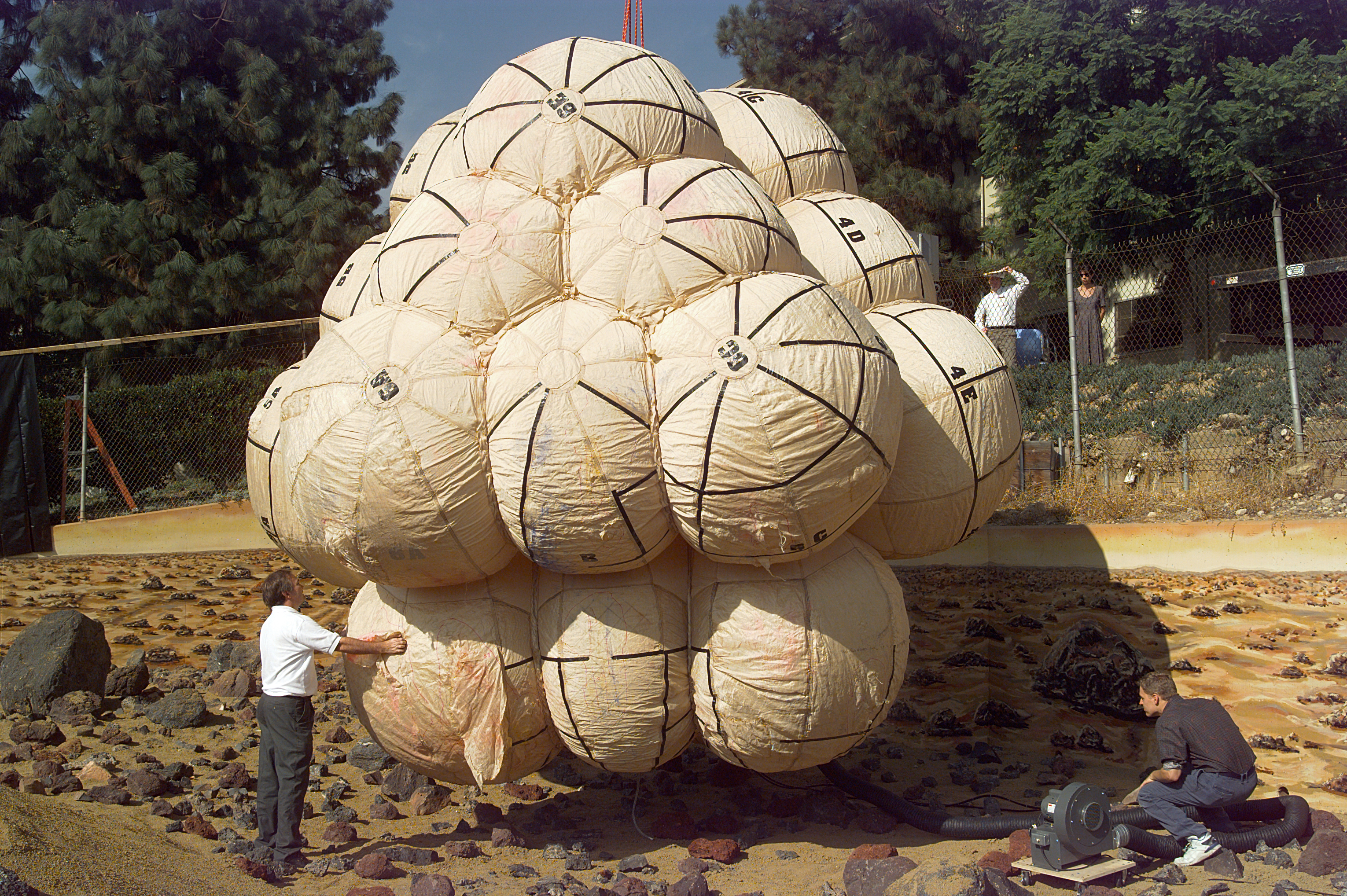
マーズ・パスファインダーのエアバッグテスト

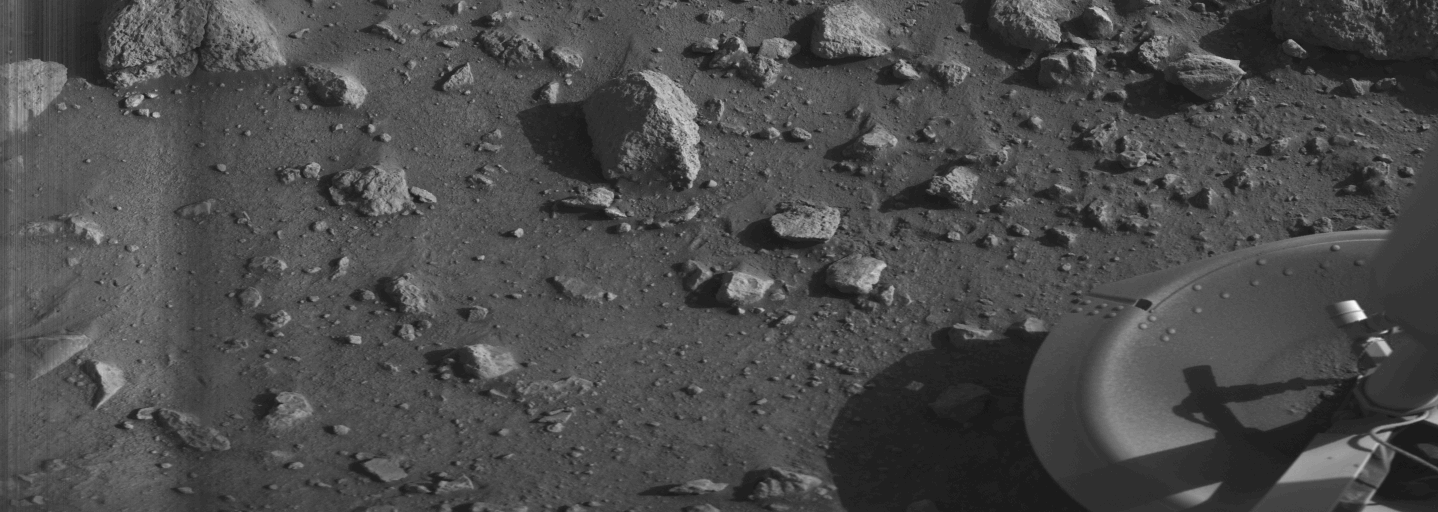
火星表面から送られてきた初の写真（バイキング1号ランダー、1976年）

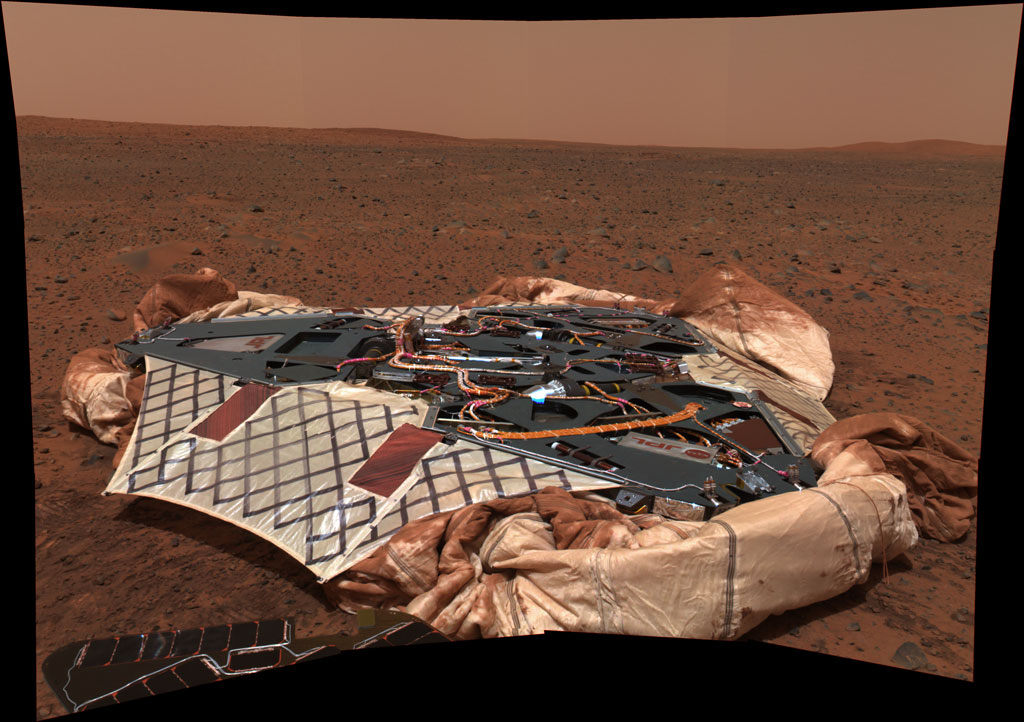
スピリットを火星表面に運んだランダー

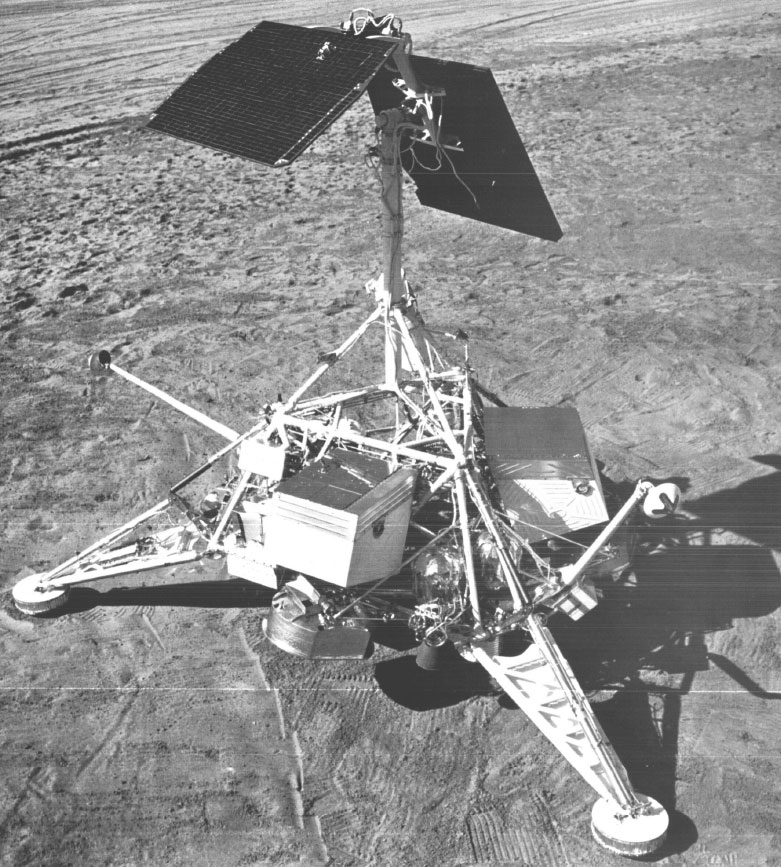
サーベイヤーランダー。地上で撮影

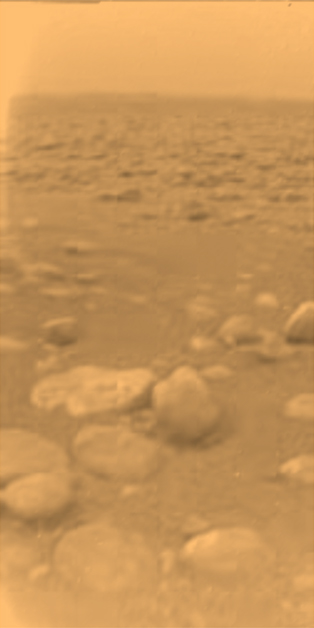
2005年、着陸後にホイヘンスから送られてきたタイタンの写真。

ランダー（Lander）、もしくは着陸船（ちゃくりくせん）とは、天体の表面に着陸し、静止することが出来る宇宙機。
大気圏が存在する天体の場合、着陸船は突入速度を減少させるため、空力ブレーキとパラシュートを使用する。着陸の際の衝撃をさらに緩和させるため、着陸直前に小さな着陸用ロケットを点火する場合もある。他にも、マーズ・パスファインダーでは膨張型エアバッグが使用された。
なお、表面に到達する際の速度が非常に速いものはインパクター（impactor）と呼ばれる。
月、火星、金星、タイタンといった天体はランダーやインパクターの対象天体となってきた。太陽系の地球型惑星において、水星のみが未だ宇宙機による着陸が行われていない。

## ランダー

### 火星
1973年、ソ連のマルス2号は火星表面に達した初の探査機となったが、大気圏突入後にシステムが正常に動作せず、パラシュートも開かれなかった。その後のマルス3号、マルス5号、マルス6号は衝突、ないしは火星の大気圏に突入する前に故障した。これら4つのランダーは全てルナ9号のランダーを元に開発され、大気圏突入の際はエアロシェルに類似した熱シールドを展開した。
バイキング1号と2号はそれぞれ1975年の8月と9月に打ち上げられ、オービター部分とランダー部分から構成されていた。バイキング1号、2号のランダーはそれぞれ1976年の7月と9月に着陸を果たした。2つのランダーが機能停止した後、バイキング計画は1983年5月に終了した。
マーズ・パスファインダーは1996年12月に打ち上げられ、1997年7月に初の火星ローバーソジャーナが展開された。ローバーはおそらく低温による電気障害が原因で、1997年9月に故障した。
マーズ・ポーラー・ランダーは火星表面に到着する前の1999年12月3日に通信が途絶した。
欧州のビーグル2号ランダーはマーズ・エクスプレスから正常に切り離されたが、2003年12月25日に来るはずだった着陸を確認する信号が受信されなかった。その後も通信は行われず、2004年2月6日にビーグル2号のロストが宣言された。
マーズ・エクスプロレーション・ローバーのスピリットとオポチュニティが2003年の6月と7月に打ち上げられた。この2機のローバーは2004年1月にエアバッグとパラシュートを併用したランダーによって火星表面に到達した。設計寿命は3ヵ月だったが、スピリットは2010年まで、オポチュニティは2019年まで運用された。
2008年5月25日にフェニックスがパラシュートとロケット降下エンジンを使用して火星軟着陸に成功した。
中国の天問一号は2020年7月23日には海南省の文昌航天ロケット発射場から長征5号により打ち上げられ、2021年2月10日20時頃 (CST) - 火星周回軌道投入、5月15日午前-火星への軟着陸に成功し、探査車「祝融」で、火星表面の気候や土壌などを調査する予定である。

### 月
ソ連のルナ計画やアメリカのレインジャー計画といった多くの月探査機はミッション終了後、月面に衝突している。
ソ連のルナ9号は月面軟着陸に成功し、地球に写真データを送信した初の探査機である。アメリカのサーベイヤー計画はアポロ計画における着陸船の着陸地を決定する目的があったので、無人で月面に軟着陸し月の土壌サンプルを入手、そして月の粉塵層の厚さを調べることが要求された。これらはサーベイヤー計画以前では未知のことだった。
アポロ月着陸船とルノホートランダーは宇宙飛行士や月面ローバーために、ロケット降下エンジンを使用して月面軟着陸を行った。ソ連の有人着陸船LKは地球軌道上での試験に成功するが、実際に月に送られることはなかった。
NASAが計画していたコンステレーション計画の一部である2020年の月面着陸にはアルタイルの使用が予定されていた。後継の有人月面探査プロジェクトアルテミス計画では、有人着陸船としてスターシップ HLS が利用される。
中華人民共和国は、資源の採取、特に地球のエネルギー源になりうるヘリウム3の採取の可能性を研究する嫦娥計画を開始し、2007年10月24日に月周回衛星嫦娥1号を打ち上げた。嫦娥1号は1年以上にわたって月周回軌道で観測を続け、2009年3月に月面に衝突したとされる。2010年10月1日には嫦娥2号を打ち上げた。そして2013年12月1日に嫦娥3号を打ち上げ、同月14日に月面に軟着陸、月面探査機（無人月面車の「玉兎」）を切り離したことを発表した。嫦娥4号の計画概要は2016年1月に公開された。地球と月のラグランジュ点に中継衛星を配置し、月の裏側に嫦娥4号と玉兔2号を軟着陸させる、というものである。 嫦娥4号は2018年12月8日に打ち上げられ、2019年1月3日、月の裏側・東経177.6度、南緯45.5度に着地したことで、人類史上初の月の裏側への着陸となった（これで計画の第一段階がまず成功）。植物や植物の種、ミバエの卵やイースト菌といった生物が搭載され、実験が行われている。嫦娥5号は2020年11月に打ち上げられ、12月06日に中国初の、月軌道上でのドッキングに成功、12月17日に帰還機は地球に着陸し、合計1731gのサンプルが確認され、中国初のサンプルリターンに成功した。

### タイタン
2005年1月14日、ESAのホイヘンス・プローブが土星の衛星であるタイタンに着陸を果たした。ホイヘンス・プローブは大気圏突入後3つのパラシュートを展開し、着陸場所が陸地でも海上でも、問題なく動作できるように設計されていた。着陸後の観測時間は30分ほどと予想されていたが、実際には2時間にわたって観測を行った。

### 金星
ソ連のベネラ計画では多くのランダーが計画され、いくつかは着陸に成功した。ソ連のベガ計画では金星大気圏に2つの気球を展開した。

### 水星
水星探査計画ベピ・コロンボミッション内で、ESAは当初、水星着陸機（MSE: Mercury Surface Element）の打ち上げを予定していたが、2003年の計画見直しにおいてキャンセルされた。

### 彗星・小惑星
2004年3月2日、ロゼッタが打ち上げられた。この探査機は2014年にチュリュモフ・ゲラシメンコ彗星にフィラエを投下した。彗星のような天体は非常に引力が小さいので、着陸システムには天体表面とケーブルで固定し、ケーブルをつたって着陸を行うハープーンランチャーが採用されたが、正常に動作しなかった。
同様のケースとして、NEARシューメーカーは小惑星エロスに着陸を行っている。ただし、もともとNEARは着陸能力を有した設計はされていなかった。
日本のはやぶさも小惑星イトカワに何度か着陸・離陸を行っている。ただしローバー（ミネルバ）の投下には失敗した。はやぶさ2もリュウグウへの着陸離陸に成功し、他に4機のローバーMASCOT、ミネルバ-Ⅱ1（アウル、イブー）、ミネルバ-Ⅱ2を搭載していた。そのうち3機は無事に着陸することができ、メインコンピューターが作動しなかったミネルバ-Ⅱ2に関しても小惑星を周回させた後に着陸することに成功した。

## インパクター

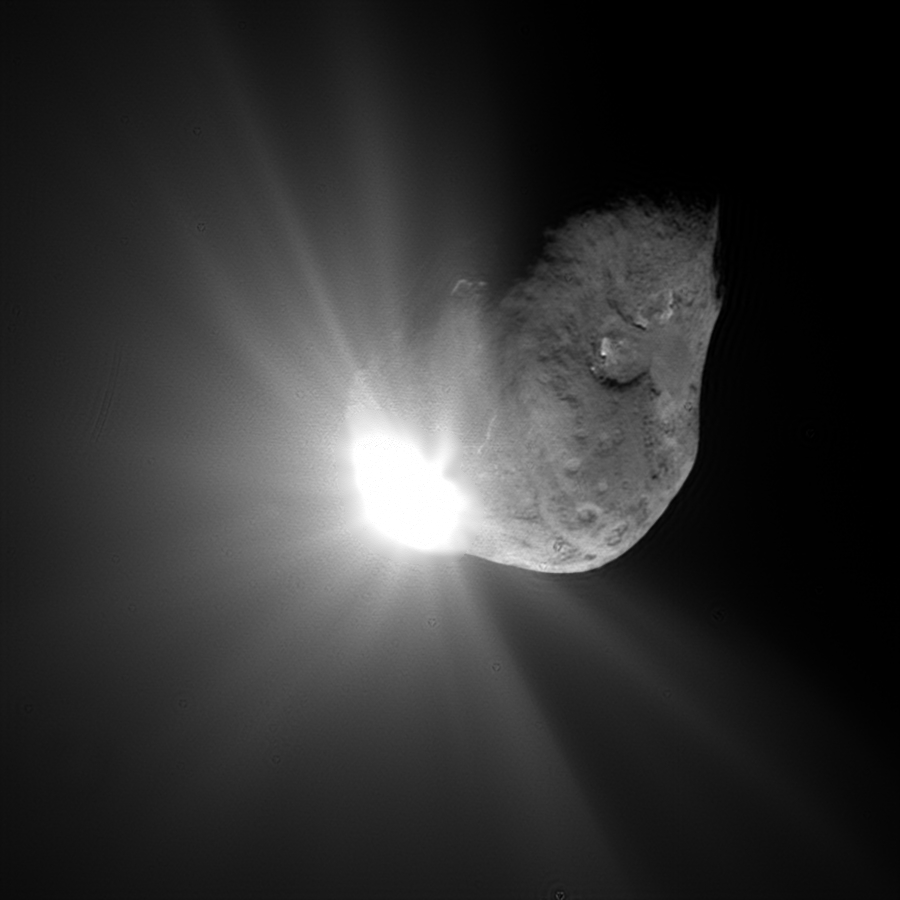
テンペル第1彗星とディープ・インパクトの衝突

### マーズ・ディープ・スペース2号
ディープ・スペース2号インパクターは地球以外の惑星の表面を貫通する初の探査機となるはずだった。しかし、1999年12月3日に分離し大気圏突入後に着陸を果たしたようだが、通信は行われず失敗に終わった。

### ディープ・インパクト
2005年7月3日、NASAのディープ・インパクトがテンペル第1彗星に88万キロメートルの地点まで接近し、約370キログラムのインパクターを発射した。インパクターは翌日に彗星と衝突し、ケイ酸塩、炭酸塩、粘土鉱物、無定形炭素、多環芳香族炭化水素の存在が確認された。

### はやぶさ2
2019年4月5日、全体重量 18キログラム、火薬 4.7キログラム 弾頭 約2キログラムの自己鍛造弾であるスモールキャリーオンインパクター（SCI）をリュウグウへ投下し、分離カメラ（DCAM3）により衝突の確認に成功した。